# 彭抗
彭抗（?—?），一作伉，字武陽。晉代著名道士，蘭陵（今屬山東）人，道教淨明派人物。為西山十二真君之一。
曾舉孝廉，在晉朝當官，累遷尚書左丞。私下暗中修行仙業，後稱疾歸事許遜，於是許遜教導他許多仙術。彭抗以其女彭勝娘嫁許遜之子。
宋徽宗敕封為「和靖真人」。